# Kostel Božího Těla (Bludov)
Kostelíček Božího Těla v Bludově je poutní kostel, ležící na západních svazích kopce Háj (=Senová) mezi Bludovem a Hrabenovem. V dnešní podobě je výsledkem barokní přestavby středověkého kostela snad ze 14. století.

## Historie
Na místě je poutní kostel připomínán již v roce 1553 a 1567 v listině tehdejšího majitele bludovského panství Bedřicha ze Žerotína. Uvádí se, že za třicetileté války zničili kostelíček Švédové. Obnoven byl za Lichtenštejnů v poslední třetině 17. století. Do dnešní podoby  byl kostel vystavěn roku 1724. Měl sedm oken, tři vstupy a pěknou barokní věžičku.  Hlavní oltář byl zasvěcen Zjevení Božího těla, měl dva boční oltáře  a malý oltářík se soškou Jezulátka a také tři malé přenosné oltáříky. Stěny zdobila křížová cesta, na kruchtě stály malé varhany a bylo zde celkem sedm zpovědnic. Na konci 17. století se u kostelíčka usadili poustevníci, kteří byli členové třetího řádu sv. Františka. Poustevnu si postavili  vedle severní zdi kostela směrem k Hrabenovu. Žili zde až do r. 1782, kdy císař Josef II. instituci poustevníků zrušil a o dva roky poté byl zrušen i kostelíček. Vnitřní zařízení bylo rozprodáno do okolních vesnic a kostel měl být zbourán. V dražbě jej ale koupil místní občan za peníze získané od dalších sousedů a kostel tak zůstal zachován. Zásluhou hraběte Františka Josefa ze Žerotína daly světské i církevní úřady později  svolení k obnově poutního místa. V roce 1835 byla doplněna částečně zřícená klenba, poté přistavěna sakristie s obytnou místností v patře. Vysvěcen byl v roce 1837. Nad pramenem s léčivou vodou nedaleko kostela  nechal v roce 1905  bludovský lékař postavit kapličku Panny Marie Lurdské na památku své dcery. Rozsáhlé opravy kostelíka byly provedeny v letech 1990–1992. 

### Legenda o založení
Dle pověsti šla selka od svatého přijímání v Šumperku k sobě domů do Hrabenova a nesla si s sebou hostii, kterou nespolkla, ale vyplivla do modlitební knížky a hodlala ji přidat krávě do krmení, aby více dojila. V místě dnešního Kostela Božího Těla hostii vytrousila. Té se ujaly divoké včely, odnesly ji do svého hnízda a vybudovaly kolem ní voskovou monstranci. Jako reakce na tento zázrak byl vybudován poutní kostelík.
Jiná verze pověsti mluví o tom, že ovdovělý chalupář Kuneš v místě dnešního Kostelíčka našel ve sněhových závějích zraněného statkáře z Hrabenova. Místo toho, aby mu pomohl, obral jej o váček s penězi a nechal v zimě zemřít. Výčitky svědomí ho donutily jít ke zpovědi do kostela v Šumperku, po níž šel na mši svatou. Kvůli svému hříchu se cítil nehoden přijmout hostii, proto ji vyplivnul do modlitební knížky a cestou domů ji vytrousil. Divoké včely se hostie ujaly, odnesly ji do hnízda a udělaly kolem ní voskovou monstranci.

Násilnější verze obou pověstí mluví o tom, že jak lakotná selka, tak Kuneš byli na místě Kostela Božího Těla včelami ubodáni, což měla být forma božího trestu.

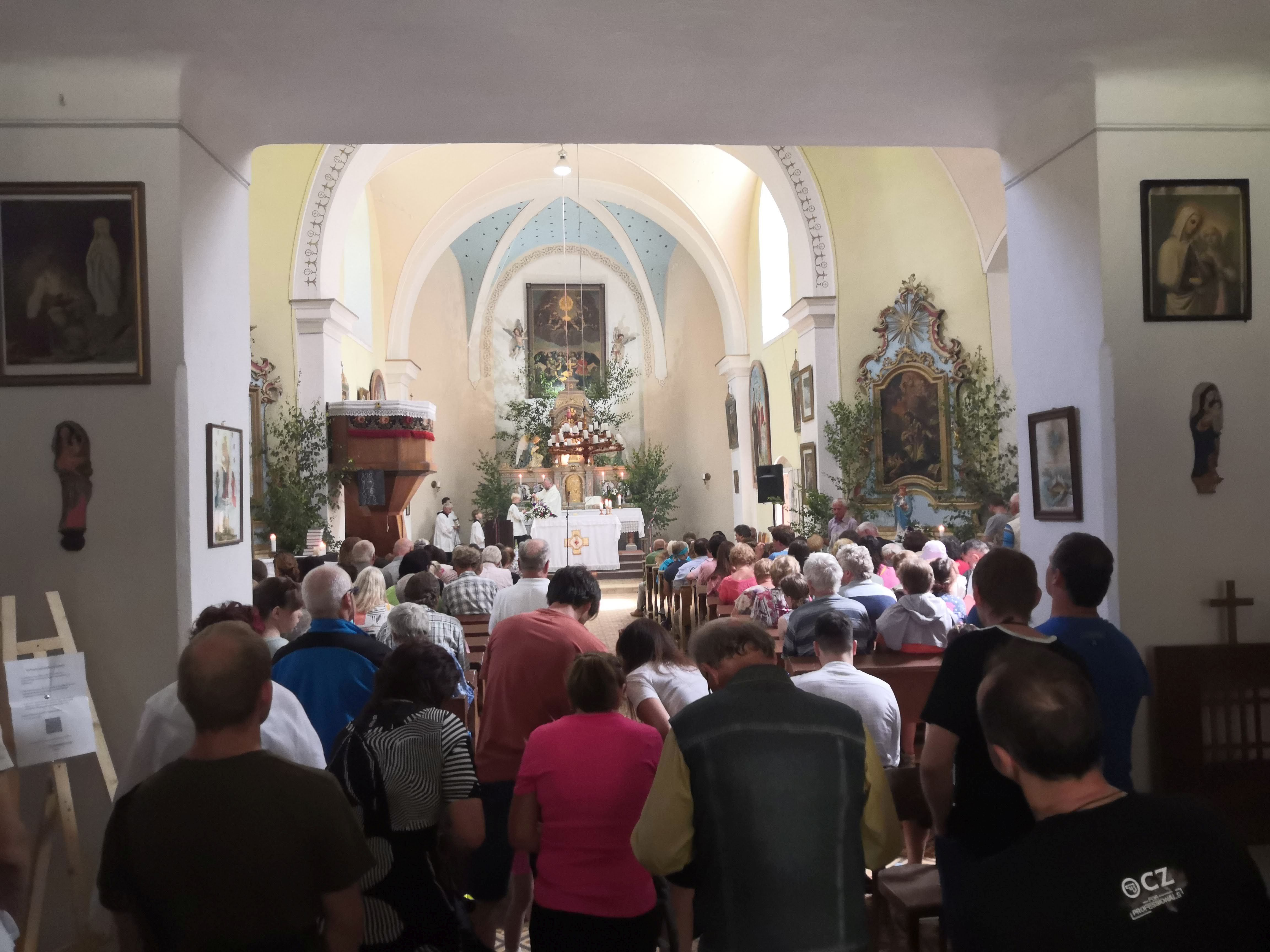
Během obou poutí navštíví toto místo stovky poutníků z blízkého i širokého okolí.

## Poutě a využití kostela

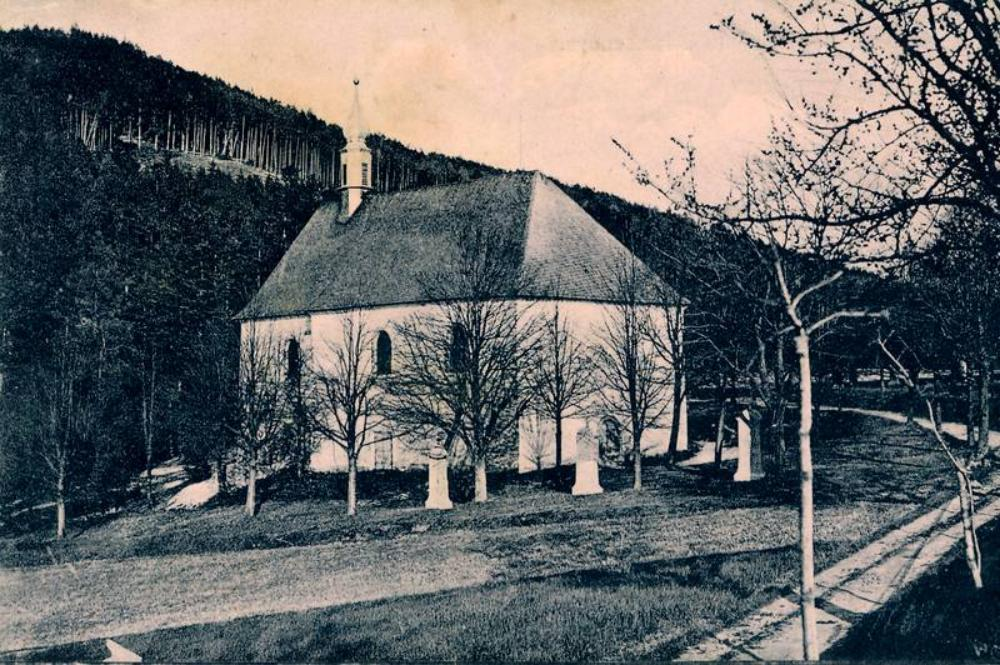
Poutní areál Božího Těla kolem roku 1920

Poutě ke kostelu jsou prokázány již v roce 1583. Nový impulz dostaly po epidemii cholery, na kterou v roce 1855 zemřelo v Bludově na 180 lidí. Bludovští se tehdy veřejně a slavnostně zavázali, že budou konat velké poutě v den svátku světce, kdy cholera ustane. K tomu došlo 4. září, v den svaté Rozálie, ochránkyně proti moru. Mimo to se dnes konají poutě také o svátku Božího Těla a mše o Silvestrovské noci.[ Aktuální termíny poutí najdete na oficiálním webu Spolku pro kostelíček Božího Těla.

## Popis stavby
Orientovaná podélná jednolodní stavba s projmutě odstupněným, segmentově ukončeným kněžištěm. Loď obdélného půdorysu. Hladké fasády prolomeny okny s půlkruhovým záklenkem.

### Interiér
Kněžiště je zaklenuto křížovou klenbou s trojbokým lunetovým závěrem, loď krátkým úsekem valené klenby a dvěma poli pruské klenby, spočívající na přízedních pilířích završených římsou. V západní části lodi je hudební kruchta.

### Zařízení
Nad hlavním oltářem zřejmě barokní obraz znázorňující oslavu eucharistie; v lodi dvojice protějškových oltářů barokních tvarů z počátku 19. století s obrazy sv. Dominika (Josef Rotter, 1832 a sv. Jana Nepomuckého (neznámý malíř, přibližně stejná doba).

## Spolek pro kostelíček Božího Těla
Spolek vznikl v květnu 2018 ze spontánního nápadu a jeho členové se s veškerou vervou a bez nároku na odměnu vrhli do opečovávání kostelíčku. V této činnosti hodlají pokračovat i nadále, dokud to bude toto kouzelné místo potřebovat.
Spolek se hlásí k dávné tradici Spolku svaté Rosálie, který v Bludově působil v letech 1901–1949. Jednou z jeho hlavních činností byla péče o „kostelíček“, jak se po bludovsku říká, kde členky spolku pečovaly o čistotu a výzdobu chrámu.
Spolek se snaží na jejich odkaz navázat a ve spolupráci s farností Bludov posunout věhlas kostelíčka zase o něco dál. Sdružuje zájemce o obrodu, zvelebování, péči a propagaci této kulturní památky, jakož i celého poutního areálu kolem chrámu.

## Obnova místních varhan
Od roku 2001 probíhá postupná obnova varhanního stroje z roku 1893. Renovaci za 1,5 mil Kč. řídí varhanářská dílna Dlabal-Mettler, přičemž obnova je financována spolkem pro kostelíček Božího Těla. Hotovo by mělo být v roce 2025, přičemž opravené varhany poprvé zahrají na pouti ke sv. Rozálii 7. září 2025.

## Okolí kostela
V okolí kostela se nachází několik dalších, památkově chráněných objektů:
- Kaple Panny Marie – stavba z roku 1905 s pramenem a dvěma nádržemi na vodu. Horní nádrž sloužila k občerstvení, spodní pak k mytí nohou poutníků, kteří sem putovali bez obuvi. V roce 2025 došlo k obnově obou památkově chráněných nádrží.
- Boží muka – sloupková boží muka datovaná do roku 1683; kamenný toskánský sloup nese hranolovitou kaplici s mělkými vpadlými výplněmi; ve vrcholu je kovaný kříž;[3]
- Stonův kříž – drobná kamenická práce z roku 1843 s reliéfy sv. Josefa a sv. Rocha
- Křížová cesta v podobě kamenných kapliček s nikou, ve kterých býval obrázek malovaný na plechu, později na jiném podkladu. Zastavení stojí v kruhu kolem centrální kaple.

## Galerie

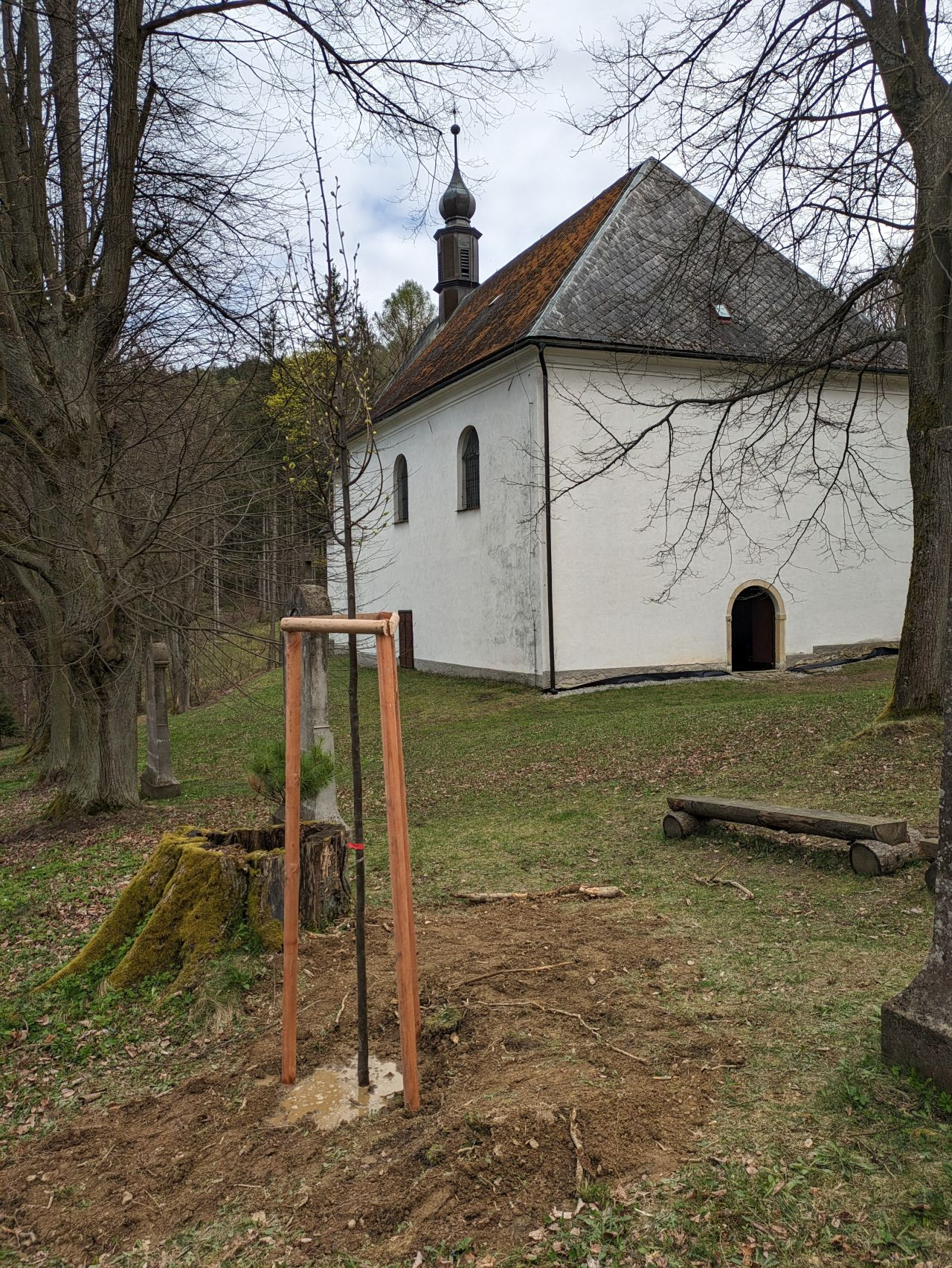
Duben 2024. V rámci náhradní výsadby byly vysazeny čtyři nové lípy srdčité. Aktuálně se tak v areálu nachází 53 stromů.

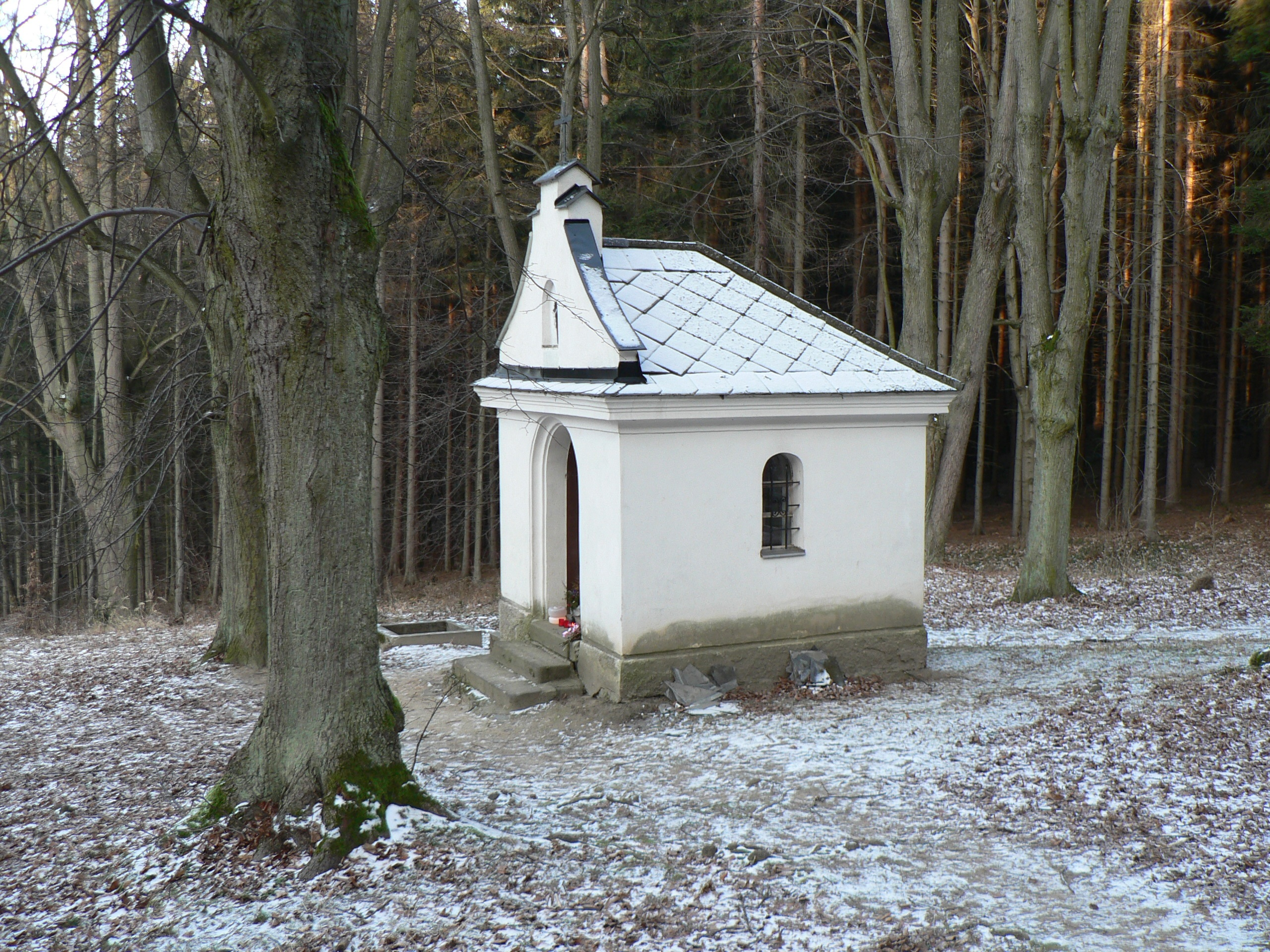
Kaple Panny Marie Lourdské
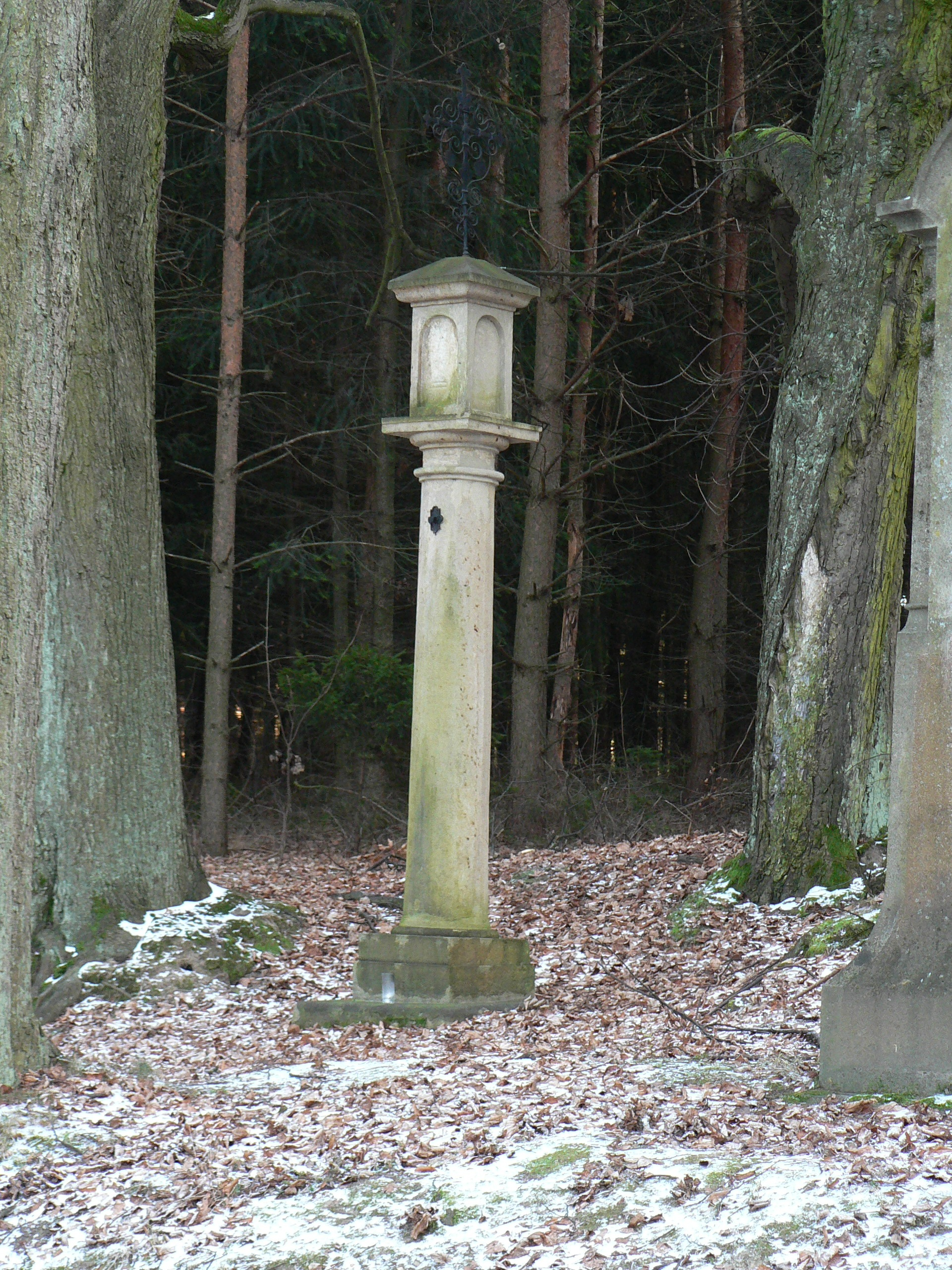
Barokní boží muka
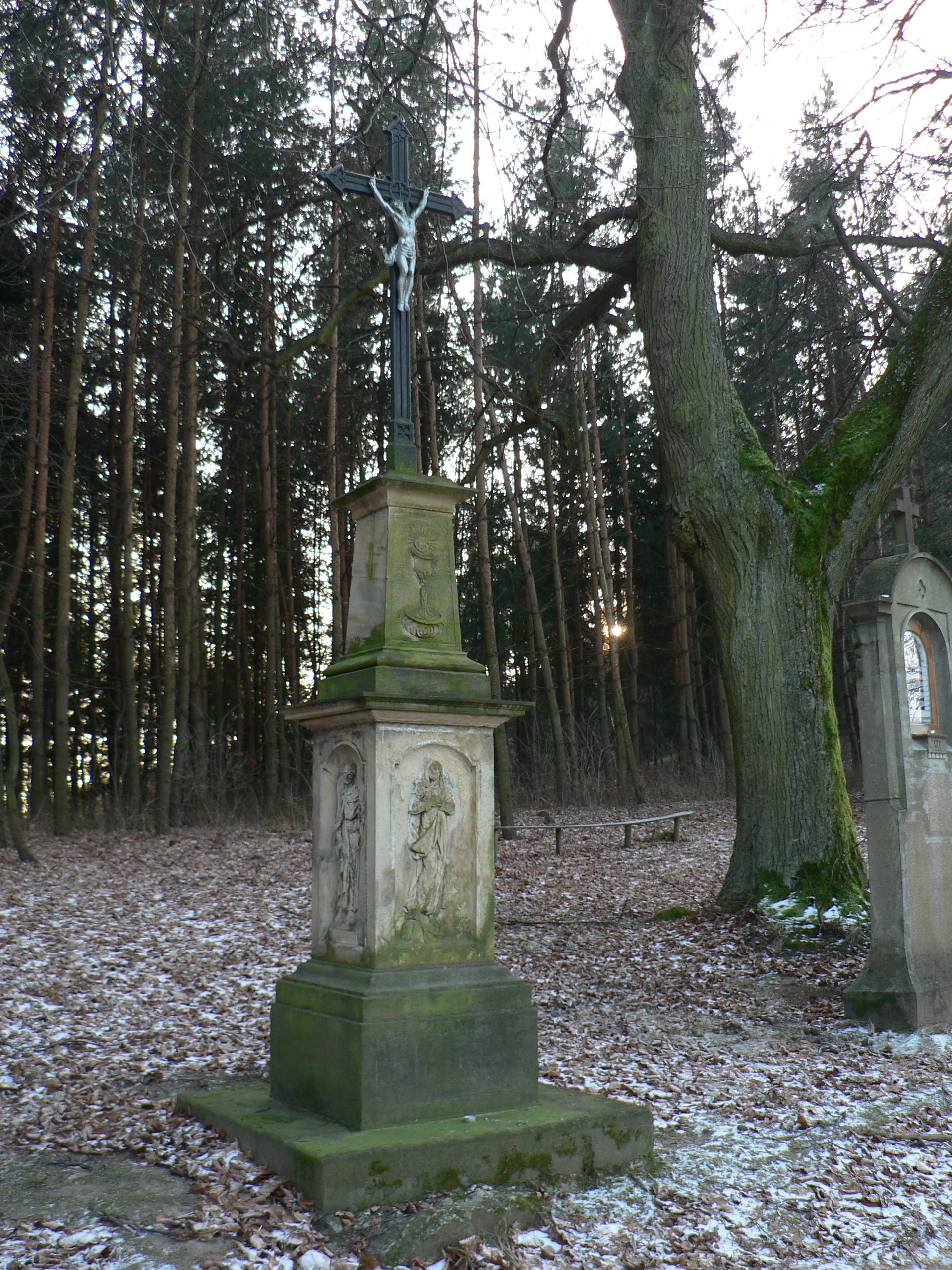
Kříž u poutního kostela
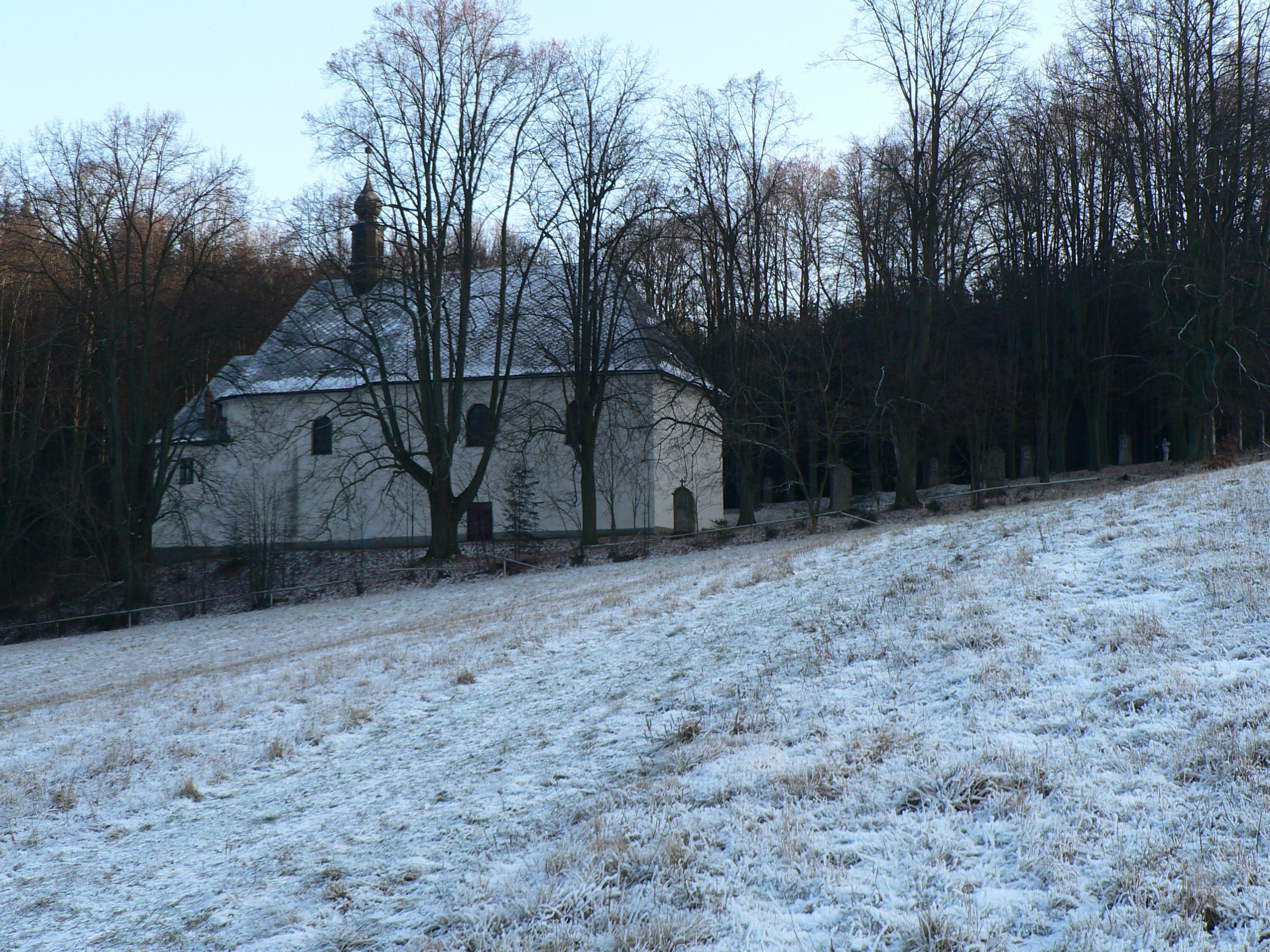
Areál poutního kostela